# Jonah Ayunga
Jonah Ananias Paul Ayunga (Beaminster, 24 maggio 1997) è un calciatore keniota, attaccante del St. Mirren.

## Carriera

### Club
Nella stagione 2015-2016 ha segnato 8 reti in 24 presenze in Southern Football League (settima divisione inglese) con il Dorchester Town, per poi a fine stagione passare in seconda divisione al Brighton, che nel corso delle successive due stagioni, fatto eccezione per un periodo durante la stagione 2017-2018, lo cede però sempre in prestito a vari club, prima sempre in settima divisione al Burgess Hill Town, poi nella prima divisione irlandese agli Sligo Rovers ed al Galway Utd ed infine nella sesta divisione inglese al Poole Town.
Successivamente nel 2018 si trasferisce in quinta divisione al Sutton Utd, che lo gira in prestito per un breve periodo sempre in quinta divisione all'Havant & Waterlooville, in cui poi Ayunga torna a giocare durante la stagione 2019-2020, questa volta però in sesta divisione; nella stagione 2020-2021 gioca invece in terza divisione con i Bristol Rovers, per poi trascorrere nella medesima categoria anche la stagione 2021-2022, ma con la maglia del Morecambe.
Nell'estate del 2022 si trasferisce al St. Mirren, club della prima divisione scozzese.

### Nazionale
Nel 2024 ha esordito in nazionale.

## Statistiche

### Cronologia presenze e reti in nazionale
| Cronologia completa delle presenze e delle reti in nazionale ― Kenya | Cronologia completa delle presenze e delle reti in nazionale ― Kenya | Cronologia completa delle presenze e delle reti in nazionale ― Kenya | Cronologia completa delle presenze e delle reti in nazionale ― Kenya | Cronologia completa delle presenze e delle reti in nazionale ― Kenya | Cronologia completa delle presenze e delle reti in nazionale ― Kenya | Cronologia completa delle presenze e delle reti in nazionale ― Kenya | Cronologia completa delle presenze e delle reti in nazionale ― Kenya |
| Data                                                                 | Città                                                                | In casa                                                              | Risultato                                                            | Ospiti                                                               | Competizione                                                         | Reti                                                                 | Note                                                                 |
| -------------------------------------------------------------------- | -------------------------------------------------------------------- | -------------------------------------------------------------------- | -------------------------------------------------------------------- | -------------------------------------------------------------------- | -------------------------------------------------------------------- | -------------------------------------------------------------------- | -------------------------------------------------------------------- |
| 23-3-2024                                                            | Blantyre                                                             | Malawi                                                               | 0 – 4                                                                | Kenya                                                                | Amichevole                                                           | -                                                                    | 90+1’                                                                |
| 10-9-2024                                                            | Soweto                                                               | Namibia                                                              | 1 – 2                                                                | Kenya                                                                | Qual. Coppa d'Africa 2025                                            | -                                                                    | 89’                                                                  |
| 14-10-2024                                                           | Kampala                                                              | Kenya                                                                | 0 – 1                                                                | Camerun                                                              | Qual. Coppa d'Africa 2025                                            | -                                                                    | 84’                                                                  |
| 15-11-2024                                                           | Soweto                                                               | Zimbabwe                                                             | 1 – 1                                                                | Kenya                                                                | Qual. Coppa d'Africa 2025                                            | 1                                                                    | 89’                                                                  |
| 19-11-2024                                                           | Polokwane                                                            | Kenya                                                                | 0 – 0                                                                | Namibia                                                              | Qual. Coppa d'Africa 2025                                            | -                                                                    | 77’                                                                  |
| 20-3-2025                                                            | Bakau                                                                | Gambia                                                               | 3 – 3                                                                | Kenya                                                                | Qual. Mondiali 2026                                                  | -                                                                    | 62’                                                                  |
| 23-3-2025                                                            | Nairobi                                                              | Kenya                                                                | 1 – 2                                                                | Gabon                                                                | Qual. Mondiali 2026                                                  | -                                                                    | 65’                                                                  |
| Totale                                                               |                                                                      | Presenze                                                             | 7                                                                    |                                                                      | Reti                                                                 | 1                                                                    |                                                                      |

## Palmarès

### Individuale
- Capocannoniere della Scottish League Cup: 1

2022-2023 (4 reti, alla pari con altri 4 giocatori)